# Emma Olsson
Emma Olsson (* 20. August 1997) ist eine schwedische Handballspielerin, die für den deutschen Bundesligisten Borussia Dortmund aufläuft.

## Karriere
Olsson begann das Handballspielen beim schwedischen Verein Eslövs IK. In der Saison 2016/17 absolvierte die Kreisläuferin ihre ersten Einsätze in der Svensk HandbollsElit. In der darauffolgenden Spielzeit erhielt Olsson, die in der Abwehr im Innenblock eingesetzt wird, mit 30 Hinausstellungen die meisten Zeitstrafen in der höchsten schwedischen Spielklasse. Am Saisonende 2017/18 trat sie mit Eslövs IK den Gang in die Zweitklassigkeit an.
Im Jahr 2020 wechselte sie zum schwedischen Erstligisten Önnereds HK.
Olsson schloss sich im Sommer 2021 dem isländischen Erstligisten Fram Reykjavík an. Im März 2022 unterlag Olsson mit Fram im isländischen Pokalfinale mit 19:25 gegen Valur Reykjavík. Bis zu ihrer Disqualifikation in der 28. Spielminute erzielte sie drei Treffer. Wenige Monate später gewann sie mit Fram die isländische Meisterschaft.
Seit der Saison 2022/23 steht sie beim deutschen Bundesligisten Borussia Dortmund unter Vertrag.